# Санье, Марк

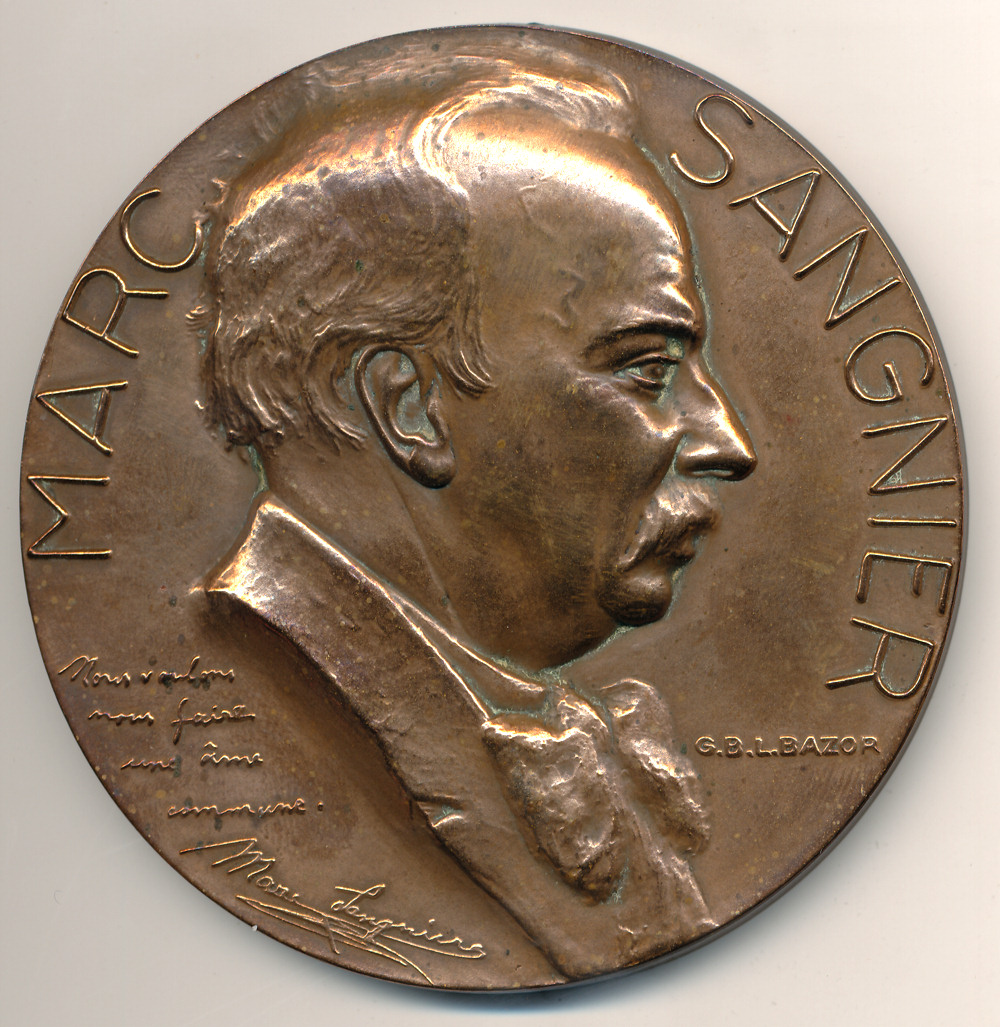
Медальон, посвящённый Марку Санье

Марк Санье (фр. Marc Sangnier; 3 апреля 1873, Париж — 28 мая 1950, Париж) — французский журналист и общественно-политический деятель католической ориентации, мыслитель. Сыграл важную роль в развитии народного образования.

## Биография
Родился в богатой и религиозной семье. Получил христианское образование в парижском колледже Станислава (1879—1894). В 1891 году был отмечен премией на конкурсе по философии.
Будучи затем студентом Политехнической школы в Париже, вместе с однодумцами в 1894 году основал социал-демократическое католическое движение Le Sillon, основной целью которого было реформирование католической церкви, её сближение с республиканскими идеалам, предложение рабочим альтернативы антиклерикальным и материалистическим левым движениям, примирение рабочих и христианства. Движение Le Sillon выпускало одноименный журнал, в котором Санье провозгласил веру в то, что христианство не противоречит идеалам Великой французской революции.
В 1899 году журнал Le Sillon стал органом широкого общественного движения народного воспитания, вокруг которого собралась рабочая молодежь и сыновья знатных семей, чтобы примирить рабочий класс с Церковью и Республикой. Пользуясь католическим покровительством, Сангьер создал в 1901 году популярные народные институты, в которых читались публичные лекции. На национальном съезде 1905 года было представлено почти тысяча округов со всей Франции.
Однако папа Пий X издал в ноябре 1910 года энциклику Notre charge apostolique, в которой осудил Le Sillon, в результате чего движение прекратило своё существование.
В 1912 году Санье основал политическую партию «Лига молодой республики» (Ligue de la jeune République), чьей программой был христианский социализм. Основал газету «Демократия», которая выступала за равенство гражданских прав женщин, пропорциональное голосование и разработку реальной перспективной системы социального законодательства.
Участник Первой мировой войны в чине лейтенанта. За проявленную храбрость был награждён «Военным крестом 1914—1918 гг.», позже орденом Почётного легиона.
С 1919 по 1924 год он был независимым членом Национального собрания Франции. Выступал за социальные реформы, доступ ко всеобщему образованию и права женщин, критиковал французскую послевоенную оккупацию Рура.
Будучи защитником идеи франко-германского примирения, пацифистские идеи привели Санье к поражению на выборах в Национальное собрание 1929 года, и он решил отказаться от политики.
После этого полностью посвятил себя пацифистской деятельности.
Основал Международный демократический мирный конгресс, был пионером строительства дешевых молодежных общежитий (хостелов), в 1929 году первый из них был открыт в Буасси-ла-Ривьер.
С 1932 года издавал журнал L'Éveil des peuples (Пробуждение народов). Во время Второй мировой войны участвовал в деятельности французского Сопротивления, был арестован гестапо, находился в тюрьме. После Освобождения вступил в Народно-республиканское движение.
В 1929 году номинирован на присуждение Нобелевской премии мира.

## Память
- В честь Санье назван ряд улиц, площадей и учебных заведений во французских городах, включая Париж, Лион, Рен, Орлеан, Анже, Амьен, Ла-Рошель и др.
- В 1960 году почта Франции выпустила марку с изображением Марка Санье.